# Goniomma hispanicum
Goniomma hispanicum är en myrart som först beskrevs av Andre 1883.  Goniomma hispanicum ingår i släktet Goniomma och familjen myror. Inga underarter finns listade i Catalogue of Life.

## Bildgalleri

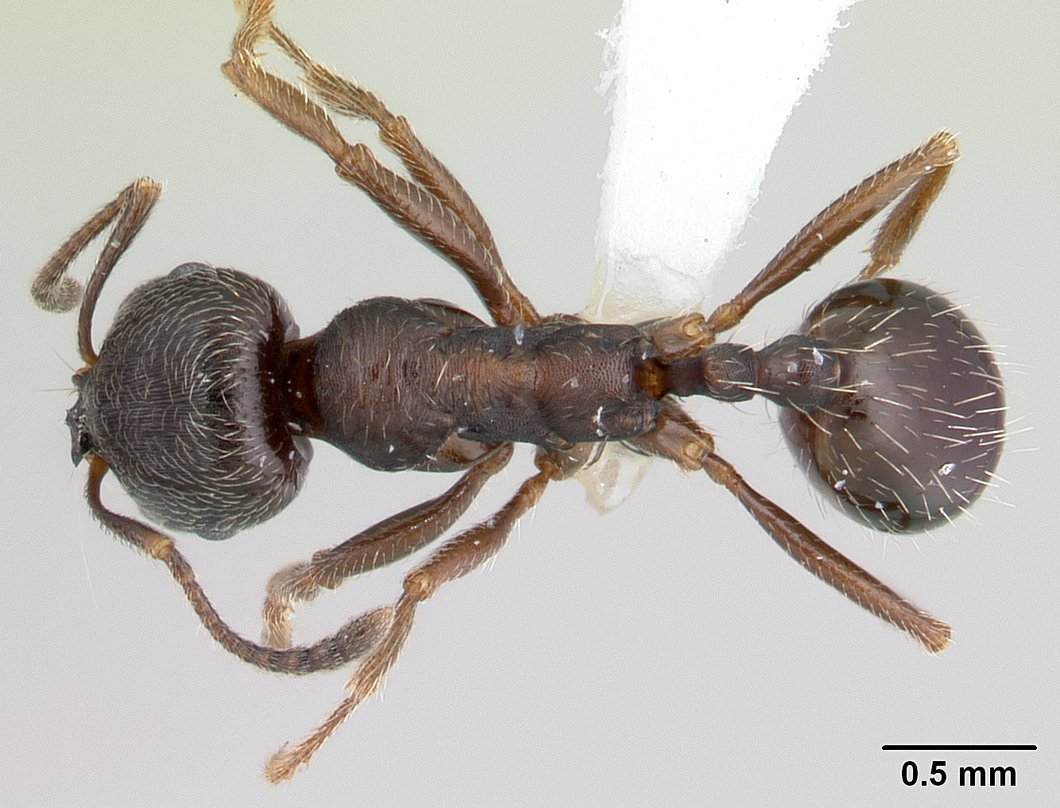
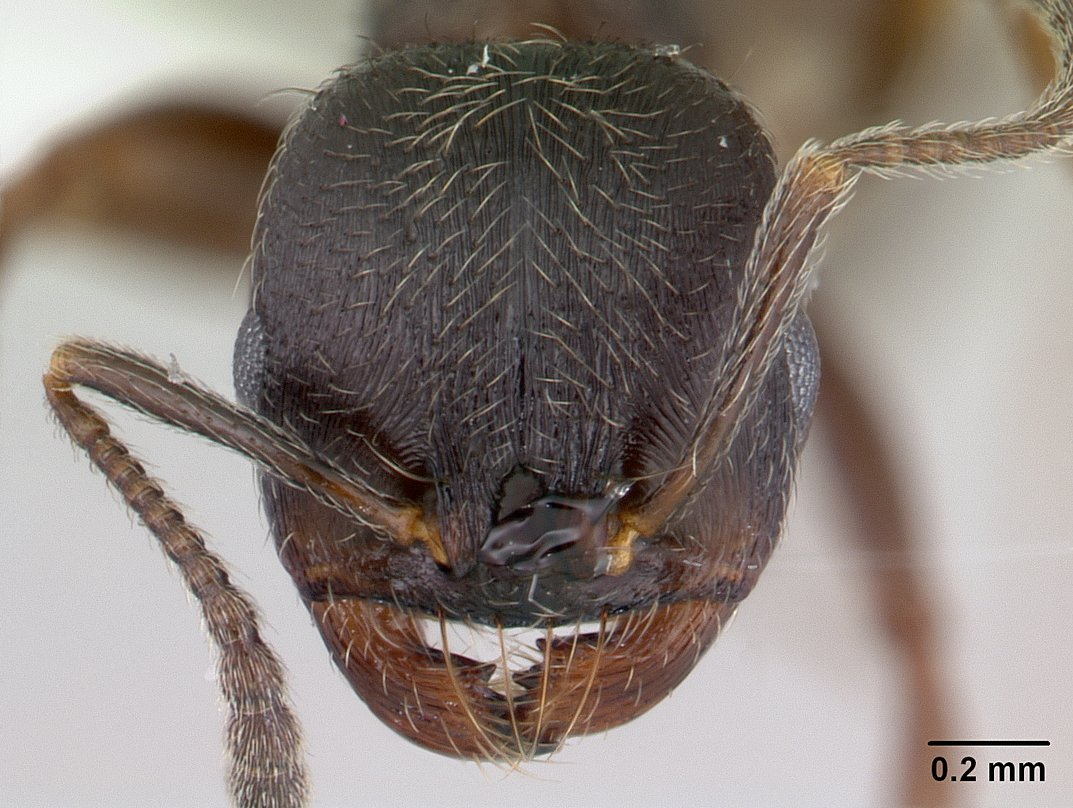
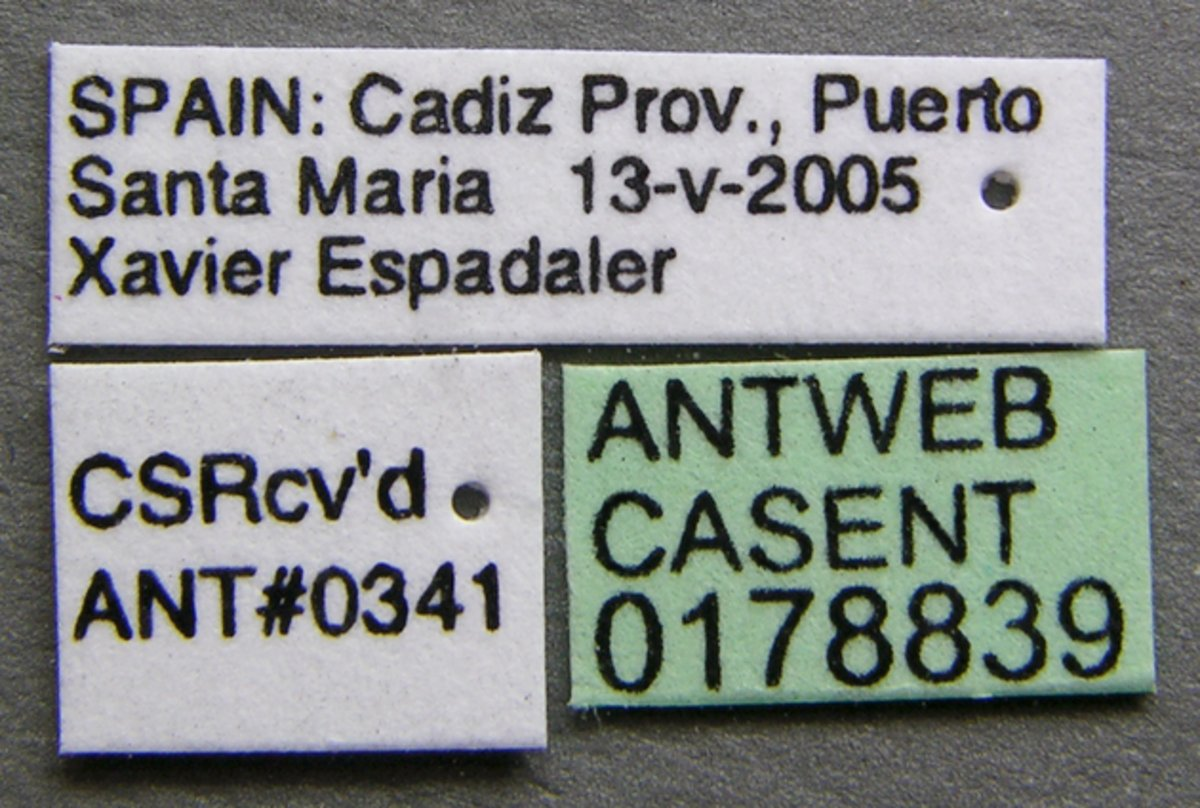
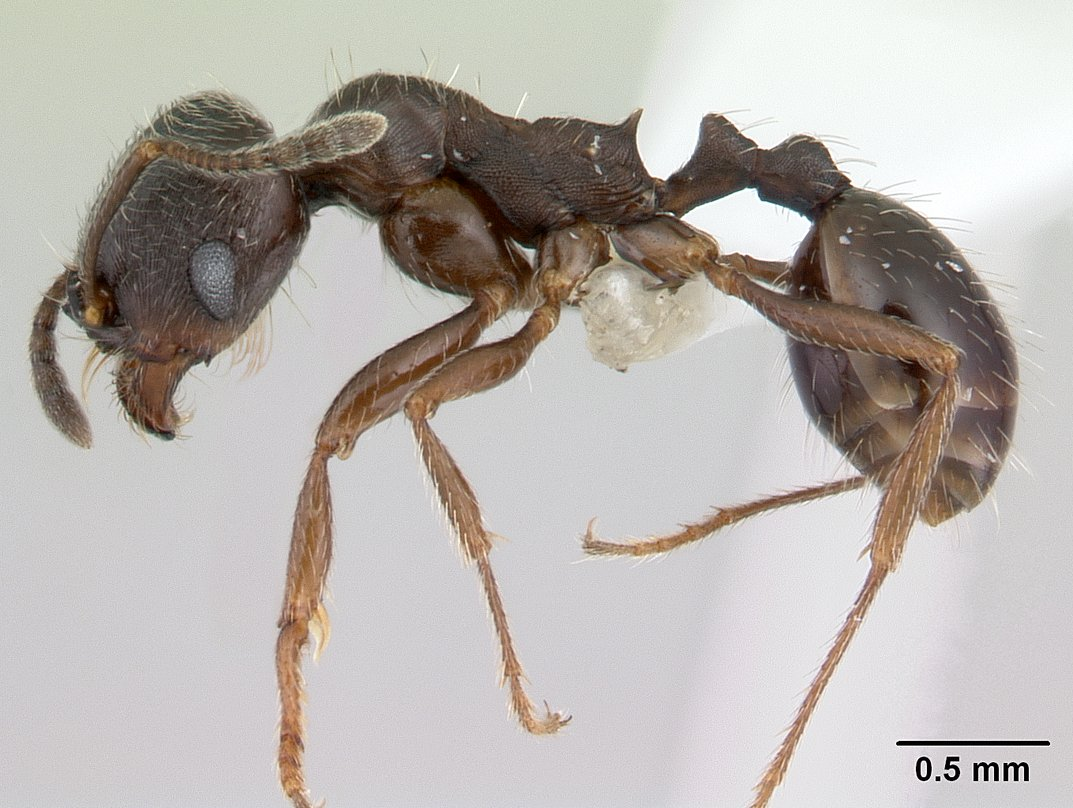